# Шевченкове (Кропивницький район)
Шевче́нкове — село в Україні, в Соколівській сільській громаді Кропивницького району Кіровоградської області. Населення становить 433 осіб.

## Населення
Згідно з переписом УРСР 1989 року чисельність наявного населення села становила 430 осіб, з яких 183 чоловіки та 247 жінок.
За переписом населення України 2001 року в селі мешкали 433 особи.

### Мова
Розподіл населення за рідною мовою за даними перепису 2001 року:
| Мова       | Відсоток |
| ---------- | -------- |
| українська | 95,38 %  |
| російська  | 3,00 %   |
| білоруська | 0,92 %   |
| молдовська | 0,69 %   |